# NGC 554A
NGC 554A هو اصطدام مجري، يقع في كوكبة قيطس. اكتشف في 1886 .

## روابط خارجية
- NGC 554A على موقع ويكي سكاي: DSS2, SDSS, GALEX, IRAS, Hydrogen α, X-Ray, Astrophoto, Sky Map, Articles and images